# کوه کوموتوری

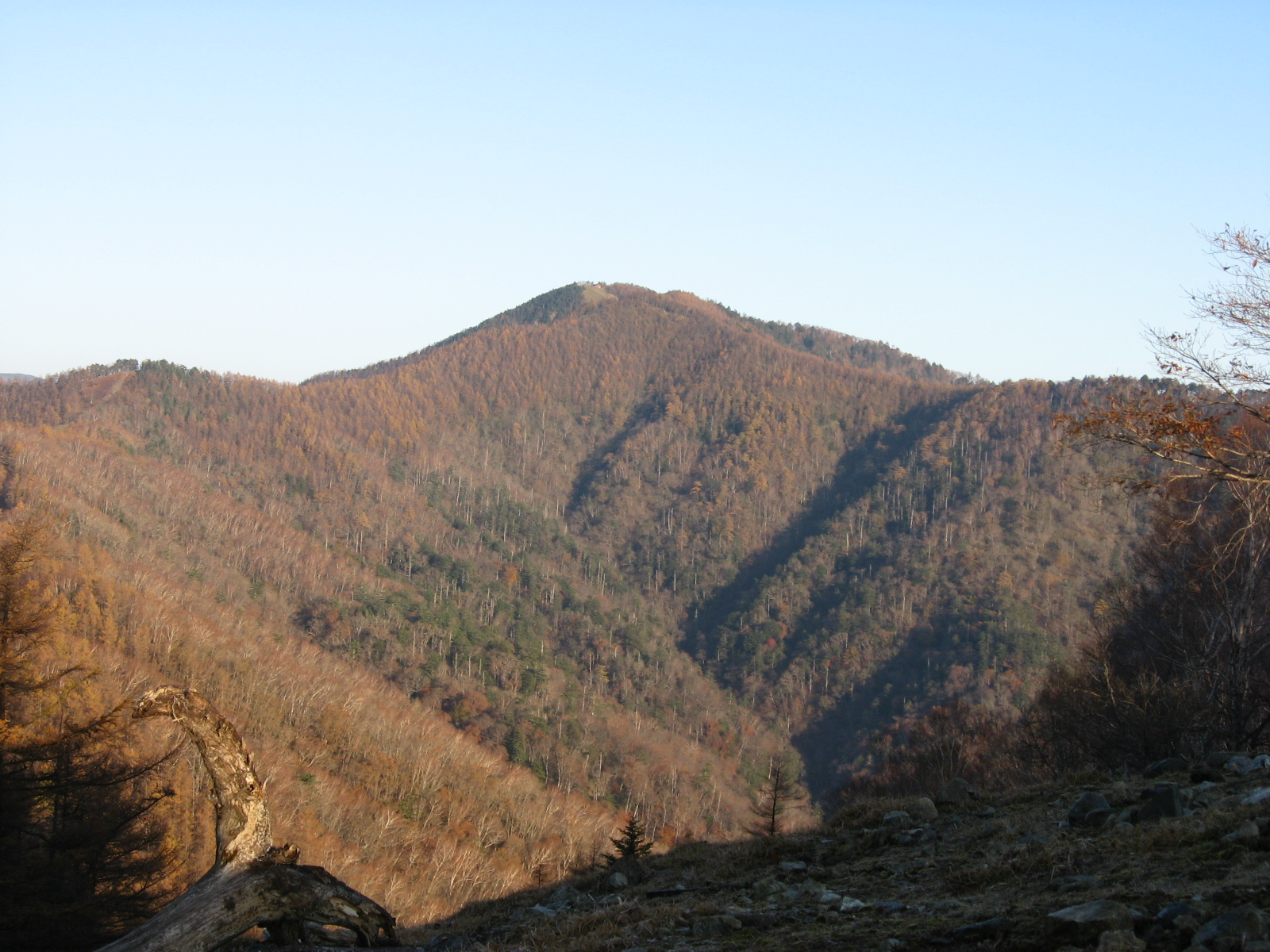
کوه کوموتوری.

کومُوتُوری یاما (به ژاپنی: 雲取山  Kumotoriyama) یکی از کوه‌های منطقهٔ تاما در توکیو در ژاپن است. ارتفاع این کوه ۲۰۱۷ متر است و بلندترین کوه توکیو محسوب می‌شود. محل استقرار این کوه، سه استان توکیو، استان سایتاما و استان یاماناشی را در بر می‌گیرد. این کوه یکی از کوه‌های اوکوتاما محسوب می‌شود.  چندین مسیر کوهپیمایی متفاوت در این کوهستان وجود دارد.

## دسترسی به کوه
این مسیر در داخل توکیو قرار دارد. ابتدا باید با استفاده از قطارهای جی‌آر، به آخرین ایستگاه خط اومه، یعنی ایستگاه اوکوتاما رسید. سپس از آنجا برای رسیدن به نقطه شروع مسیر در ایستگاه اتوبوس هیگاشی نیچی‌هارا «東日原バス亭»　می‌توان از اتوبوس استفاده کرد. راه بازگشت نیز به همین ایستگاه ختم می‌شود. طول این مسیر ۲۸٬۵ کیلومتر است و طی کردن در طی دو روز انجام می‌گیرد و یک شب را باید در پناهگاه کوه استراحت کرد.

## نگارخانه

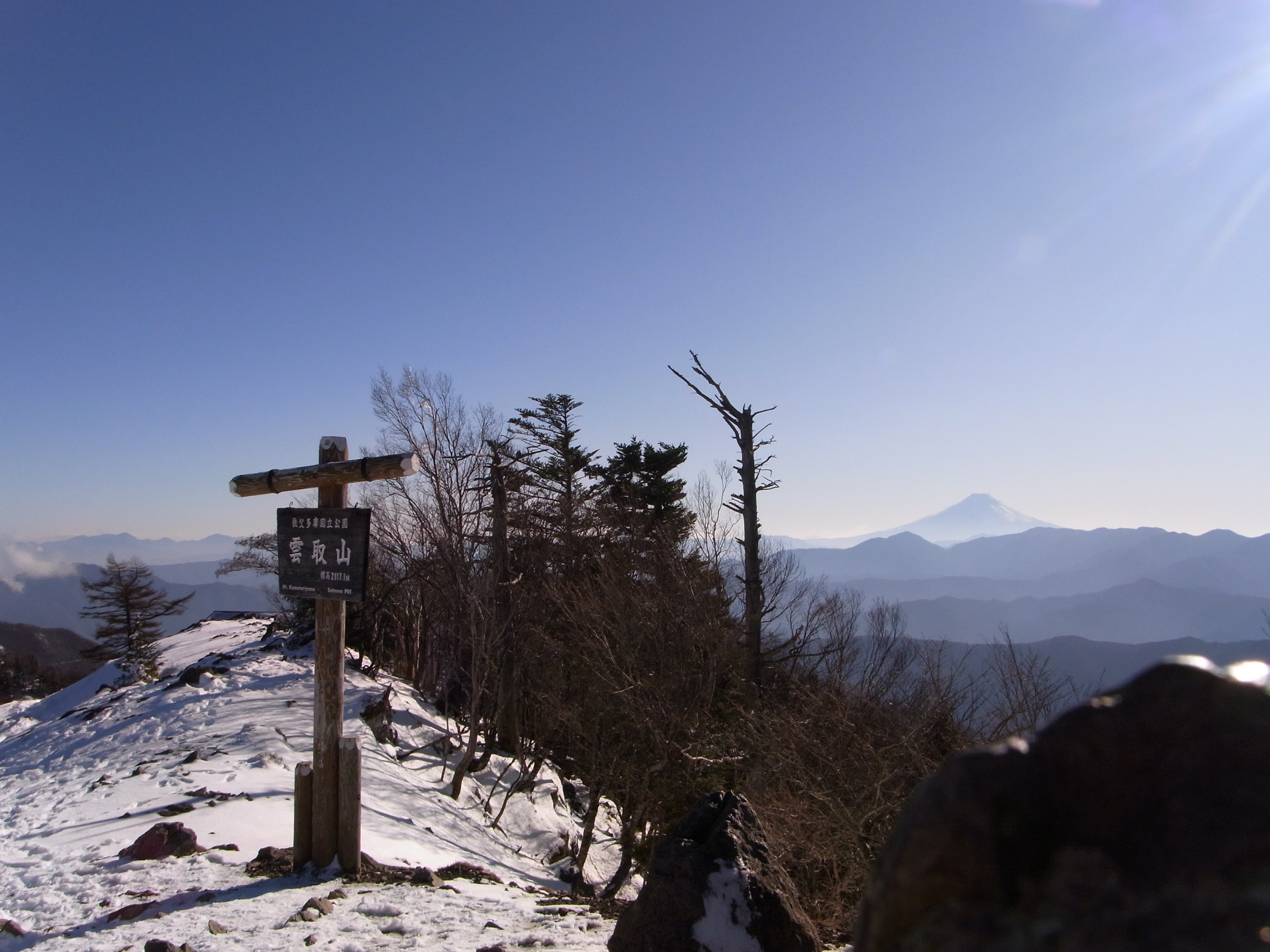
کوه کوموتوری.
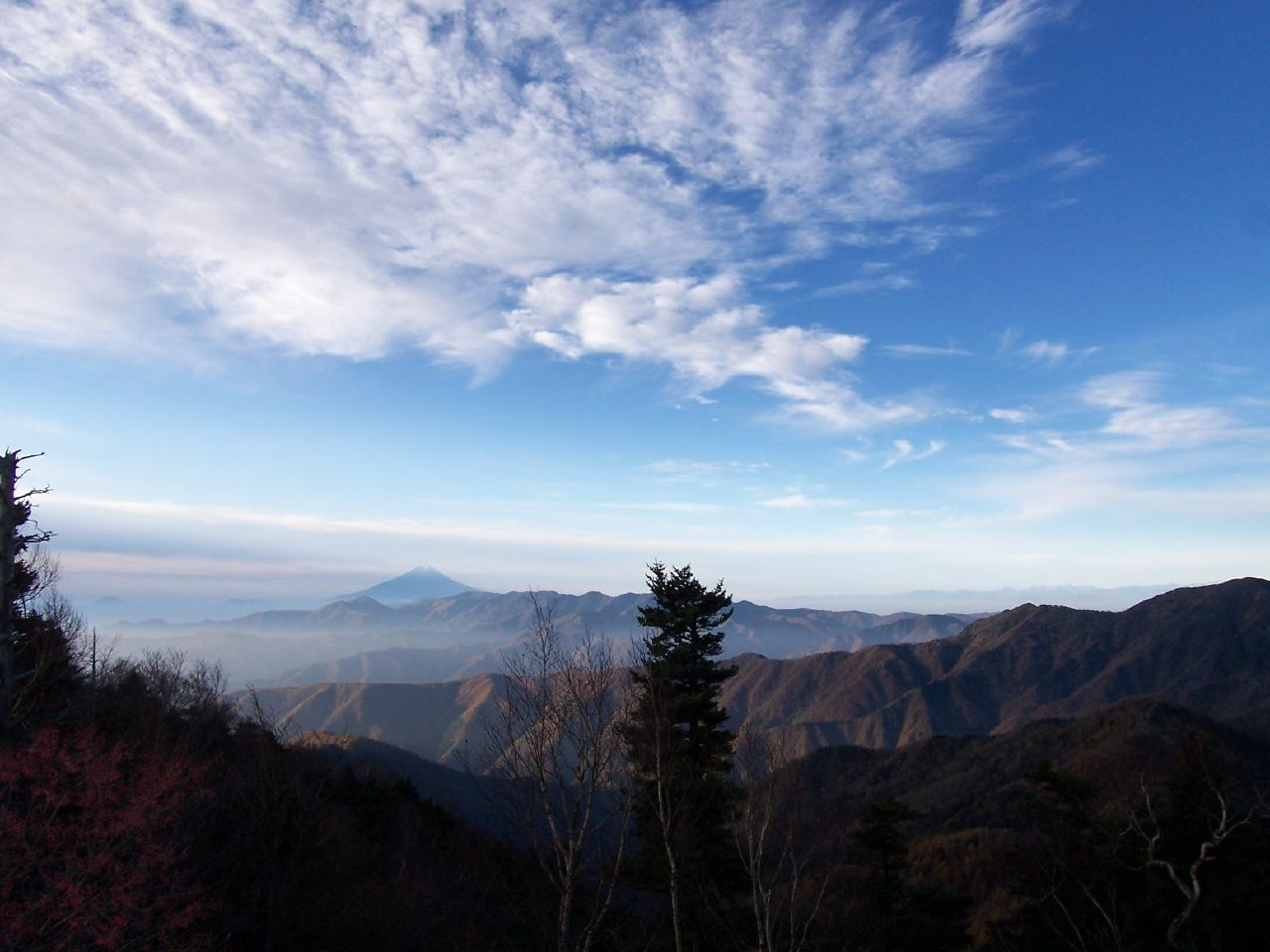
کوه کوموتوری.
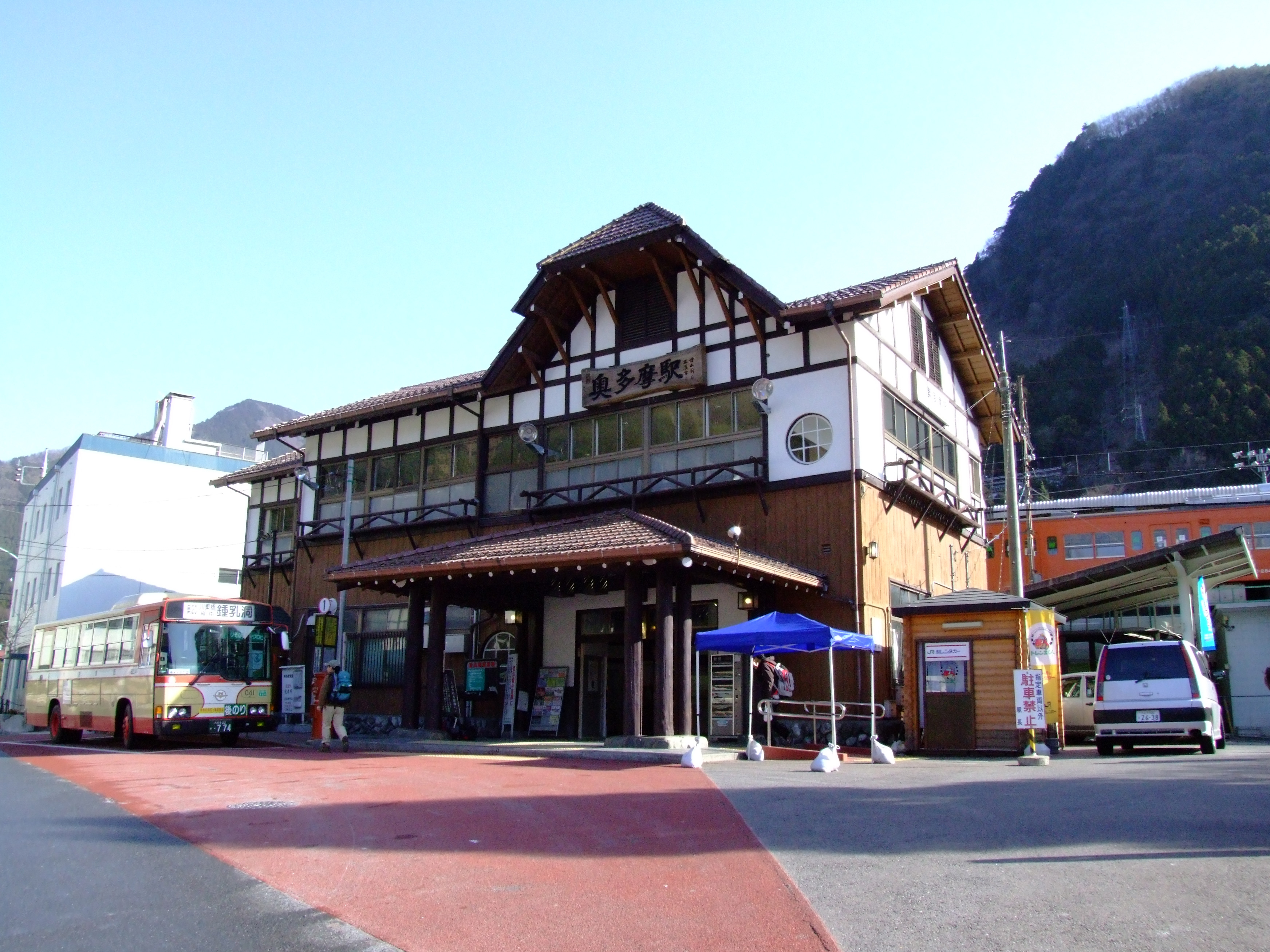
ایستگاه قطار اوکوتاما.